# Натюрморт с букетом и веером
«Натюрмо́рт с буке́том и ве́ером» (фр. Nature morte au bouquet et à l'eventail, англ. Still Life with Bouquet and Fan) — картина, написанная в 1871 году французским художником Пьером Огюстом Ренуаром (Pierre-Auguste Renoir, 1841—1919). Картина находится в основной экспозиции Хьюстонского музея изящных искусств (Museum of Fine Arts, Houston), в разделе европейского искусства.  Размер картины — 73,7 × 59,1 см. Часто используется более короткое название картины — «Натюрморт с букетом». 

## История и описание
Картина является частью мемориальной коллекции Роберта Ли Блэффера (Robert Lee Blaffer) и была передана в дар музею Сарой Кэмпбелл Блэффер (Sarah Campbell Blaffer).
Натюрморты с цветами не были главной творческой темой Ренуара. Тем не менее, он написал достаточно много таких картин. Таким образом можно было расслабиться после написания более серьёзных полотен. Кроме этого, по признанию самого Ренуара, натюрморты легко пишутся и неплохо продаются, так что таким образом можно было зарабатывать себе на жизнь. В результате бо́льшая часть натюрмортов Ренуара оказалась в частных коллекциях.
«Натюрморт с букетом и веером» является одним из самых известных натюрмортов Ренуара. На нём изображён лежащий на столике букет, рядом с которым находится пара книг и стоит ваза с японским веером — дань бывшей тогда в моде в европейском искусстве японистической теме. На заднем плане на стене висит картина с изображением группы людей — это гравюра Эдуара Мане с картины Диего Веласкеса. Полагают, что вид и ракурс букета перекликается с букетом на картине «Олимпия» Эдуара Мане, а вся картина считается данью уважения Мане, поскольку на ней есть несколько предметов, связанных с ним.